# Walerij-Lobanowskyj-Stadion
Das Walerij-Lobanowskyj-Stadion (ukrainisch Стадіон «Динамо» імені Валерія Лобановського) ist ein Fußballstadion mit Leichtathletikanlage in der ukrainischen Hauptstadt Kiew.

## Geschichte
Die Sportstätte wurde 1933 eröffnet. Während des Zweiten Weltkrieges wurde das Stadion stark beschädigt und von 1954 bis 1956 wieder aufgebaut. In seiner Geschichte trug das Stadion schon mehrere Namen. 2002 erhielt es den Namen von Trainer Walerij Lobanowskyj, der am 13. Mai des Jahres mit 63 Jahren verstarb. Das Walerij-Lobanowskyj-Stadion bietet 16.873 Plätze, davon sind 25 V.I.P.-Plätze und 94 Presseplätze.  
Der Fußballclub Dynamo Kiew nutzt seit 1934 das Stadion, heute vorwiegend für die Spiele der zweiten Mannschaft, da die erste Mannschaft seit 2011 im renovierten Olympiastadion Kiew ihre Spiele absolviert. Es war von 2001 bis 2013 die Heimstätte des in Insolvenz gegangenen Fußballclubs Arsenal Kiew. Seit 2015 trägt der Fußballclub Olimpik Donezk seine Heimspiele aufgrund des Krieges in der Ostukraine im Lobanowskyj-Stadion aus.
Das Endspiel der UEFA Women’s Champions League 2017/18 fand am 24. Mai 2018 im Lobanowskyj-Stadion statt.